# 余漢坤
余漢坤，MH，JP，香港測量師，現任香港離島區議會委任議員，曾任離島區議會主席兼大嶼山選區議員，以及恒基地產地產發展部總經理。

## 經歷
余漢坤小名「肥仔坤」，是大澳原居民，新界鄉事派人物。新界鄉議局前主席劉皇發的三女婿。余漢坤的太太劉玉蓮是一位時裝設計師。
他曾任信和置業有限公司總經理。
2014年，獲委任為大嶼山發展諮詢委員會委員。被時任民主黨立法會議員胡志偉指涉利益衝突。
因2015年香港區議會選舉全面取消區議會委任制，余漢坤辭職參加區議會直選，最後以稍多於半數得票成功當選為區議員。
2016年，當選為離島區議會副主席。
2020年，在離島區議會主席選舉首輪選舉中，與獨立民主派梁國豪同得7票，打成平手，並擊敗只得4票的去屆主席周玉堂。最終於次輪投票中獲得10票，當選為離島區議會主席。

## 家庭狀況
余漢坤、劉玉蓮已婚，有兩子一女：余一言、余一行、余一心。

## 榮譽
2015年，獲榮譽勳章。